# Frank Thiess
Frank Thiess, né le 13 mars 1890 à Eluisenstein en gouvernement de Livonie et mort le 22 décembre 1977 à Darmstadt en Allemagne, est un écrivain allemand.
Resté en Allemagne pendant la Seconde Guerre mondiale, il fut engagé dans une polémique avec Thomas Mann, en 1946, qui le conduisit à définir la notion d'émigration intérieure pour défendre les écrivains dans sa situation contre les accusations de complicité.

## Œuvres
Romans
- Claudia (1913)
- Der Tod von Falern (1921)
- Angelika ten Swaart (1923)
- Die Verdammten (1923)
- Das Gesicht des Jahrhunderts, Briefe an Zeitgenossen (1923)
- Der Leibheftige (1924)
- Frauenraub (1927) (renommé Katharina Winter (1949))
- Johanna und Esther (1933) (revised as Gäa (1957))
- Tsushima(1936)
- Das Reich der Dämonen (1941)
- Neapolitanische Legende (1942)
- Caruso in Sorrent (1946)
- Die Strassen des Labyrinths (1951)
- Die grieschischen Kaiser  (1959)
- Sturz nach oben  (1961)

## Adaptation au cinéma
- 1951 : Caruso, la légende d'une voix (Enrico Caruso, leggenda di una voce) de Giacomo Gentilomo, adapté de Neapolitanische Legende (1942)